# Міська церква (Умео)
Міська церква Умео (швед. Umeå stads kyrka) — церква, розташована в центрі Умео, Швеція між Венортспаркен і північним узбережжям річки Умеельвен. Вона була відкритий в 1894 році.
Вона була розроблена за проектом архітектора міста Фредріка Ліндстрем Алаусі і побудована з цегли з кам'яним фундаментом. Церква була побудована між 1892 і 1894 роками, і є третьою із серії церков на тому ж проекті. Три реставрації з доповненнями в будівлі частково змінили первісний вигляд церкви.

## Перша реставрація
У 1929 році церковна рада вирішила провести важливу відновлення церкви. Дах протікав, фреска на стелі була пошкоджена, а також інші погіршення призвели до необхідності великого відновлення; досі був проведений лише невеликий ремонт. Було також бажання знищити в 1890 році архітектурний вигляд церкви, який показує «найважчий період занепаду архітектури на сьогоднішній день». Архітектору Кнуту Норденшельду було доручено оглянути церкву і внести пропозиції для відновлення, який він завершив у 1930 році. Його пропозиції призвели до численних дискусій, особливо питання про додавання проходу між лавами. 27 грудня 1935 року церковна рада, нарешті, вирішила реалізувати пропозицію замку архітектора. 17 січня почалися роботи в церкви. У галереї орган і хор були розширені; вентиляційні канали були переміщені; внутрішні двері були додані біля головного входу; частина підлоги була замінена вапняковими плитами, а інтер'єр був перефарбований в м'який білий колір. Церква була знову була освячена в першу неділю Адвенту в 1937 році головуючим єпископом єпархії Лулу, Олафом Бергвістом, який брав участь у служінні.

## Будівництво моста
У 1971 році було вирішено додати третій міст у місто, Кюркброн. На початку будівництва поряд з церквою була знайдена могила. Відповідно до Закону про давнину (швед. Fornminneslagen), будівництво було призупинено влітку 1972 року, поки область не буде досліджена археологами. Оригінальні межі кладовища були невідомі і не було ніякого реєстру або карти. Розкопки виявили сорок трун, де було близько шістдесяти скелетів. В останній могилі була знайдена табличка, що це була сім'я могила для губернатора Пера Адама Стромберга. Надгробки не були знайдені. Вважається, що надгробна плита була зруйнована у пожежі 1888 року і вся документація сімейної могили була зруйнована у вогні. Після того, як останки були розглянуті, вони були повернуті до церкви в поліетиленових пакетах. Церковний двірник поховав пластикові пакети без оформлення точного місця, і через деякий час він помер.